# Intelligente transportsystemen
Intelligente transportsystemen (ITS) is een internationaal verzamelbegrip voor de toepassing van informatie- en communicatietechnologieën in voertuigen en transportinfrastructuur om het verkeer veiliger, efficiënter, betrouwbaarder en milieuvriendelijker te maken. Wereldwijd groeit het gebruik van ITS om regelgeving van de overheid doelmatiger te handhaven, veiligheid te bevorderen, maar ook om reizigers te informeren, te sturen en te beprijzen. ITS-vraagstukken gaan hierbij niet alleen over de techniek, maar juist ook over implementatie en organisatie van processen.
De wereldwijde belangstelling voor ITS wordt gevoed door de toenemende problematiek met verkeer en vervoer, zoals congestie, en door een synergie van nieuwe informatietechnologieën voor simulatie, real-time controlemogelijkheden en communicatienetwerken. 

## Belangrijke onderwerpen in het ITS-veld

### Advanced Driver Assistance Systems (ADAS)
Systemen die de bestuurder van een auto helpen tijdens het rijden. De systemen moeten de auto en het verkeer in het algemeen veiliger maken. Voorbeelden hiervan zijn:
- Adaptive cruise control (ACC)
- Navigatiesystemen met TMC
- Lane departure warning systemen (LDW)
- Intelligent speed adaption (ISA)

### Automated highway system (AHS)
Automated highway system is de infrastructuur die het mogelijk maakt om voertuigen zonder bestuurder te laten rijden op een weg. Deze infrastructuur zorgt ervoor dat voertuigen op korte afstand van elkaar kunnen rijden, waardoor de wegcapaciteit wordt verhoogd. AHS maakt gebruik van sensoren in het voertuig, radars en V2V-communicatie, om het voertuig veilig te laten rijden zonder inspanningen van de bestuurder. Een prototype van AHS is in 1991 getest in Californië. De huidige tendens is echter dat vooral wordt geïnvesteerd in intelligente voertuigen in plaats van in intelligente infrastructuur. 

### Brake assist (BA of BAS)
Brake assist is een systeem dat in noodgevallen de remkracht van voertuigen vergroot. Onderzoek van Mercedes-Benz toonde in 1992 aan dat 90% van de bestuurders in noodsituaties niet hard genoeg kan remmen. BAS signaleert aan de snelheid waarmee het rempedaal wordt ingedrukt of sprake is van een noodsituatie en verhoogt vervolgens automatisch de remkracht. Hierdoor kan de stopafstand tot wel 20% verminderd worden. De eerste introductie op de markt van BAS was in 1996 door Mercedes-Benz. Sinds 1998 is BAS standaard in alle Mercedessen. Volvo en BMW hebben dit voorbeeld gevolgd. 
Tegenwoordig is het BAS Plus-systeem voorhanden in Mercedes voertuigen, waarbij radar wordt gebruikt om de afstand tot de voorligger te meten. Wanneer de afstand te klein wordt, volgt een waarschuwingssignaal op het dashboard. 

### Dedicated Short Range Communications (DSRC)
DSRC is een protocol voor draadloze communicatie over korte tot middellange afstand, speciaal ontworpen voor gebruik in verkeer. DSRC maakt communicatie mogelijk tussen voertuig en weginfrastructuur. DSRC wordt in Europa op dit moment het meest gebruikt voor het heffen van tol. Andere toepassingsmogelijkheden zijn blue waves, virtual cones, elektronische parkeertoepassingen en waarschuwingen in de auto. DSRC werkt op de 5.8 GHz-band.

### Floating Car Data (FCD)
Floating Car Data is een methode om de snelheid van voertuigen te meten. Om de snelheid van voertuigen te meten op enig tijdstip op een bepaald wegsegment, wordt gebruikgemaakt van locatie, snelheid, richting en tijdinformatie van voertuigen. Floating Car Data is belangrijke input voor reisinformatie en intelligente transportsystemen. Het voertuig werkt hierbij als sensor voor informatie over onder andere files en reistijden. Floating Car Data kan voortkomen uit:
- Mobiele telefoniedata (gsm, UMTS, GPRS): elke mobiele telefoon die aan staat zorgt voor anonieme data. Het grote voordeel van Floating Car Data via mobiele telefoons is dat geen extra hardware aangebracht hoeft te worden in de auto of weginfrastructuur.
- Gps-gebaseerde data: auto's worden uitgerust met een gps-ontvanger. De data worden vervolgens via radio of gsm-netwerk verstuurd.